# 문명의 충돌
《문명의 충돌》은 미국의 정치학자 새뮤얼 P. 헌팅턴이 쓴 국제 정치학 책이다. 원제는 《The Clash of Civilizations and the Remaking of World Order》(→문명의 충돌과 세계 질서의 재정립)이다.

## 개요
이 책은 《포린 어페어스》(Foreign Affairs→국제 관계)라는 잡지의 1993년 여름호에서 발표되어 격렬한 논쟁을 가져온 헌팅턴의 논문 '문명의 충돌?'에서 파생된 것이다. 원래는 존 오닐(John Oneal) 전략 연구소의 '변용하는 안전 보장 환경과 미국의 국익' 프로그램에서 활동한 결과물이기도 하다. 1989년 프랜시스 후쿠야마가 발표한 논문 '역사의 마지막'에 반박하는 입장으로, 또 2001년의 9·11 테러나 계속되는 아프가니스탄 침공, 이라크 전쟁을 예견한 연구로서 주목받은 바 있다.

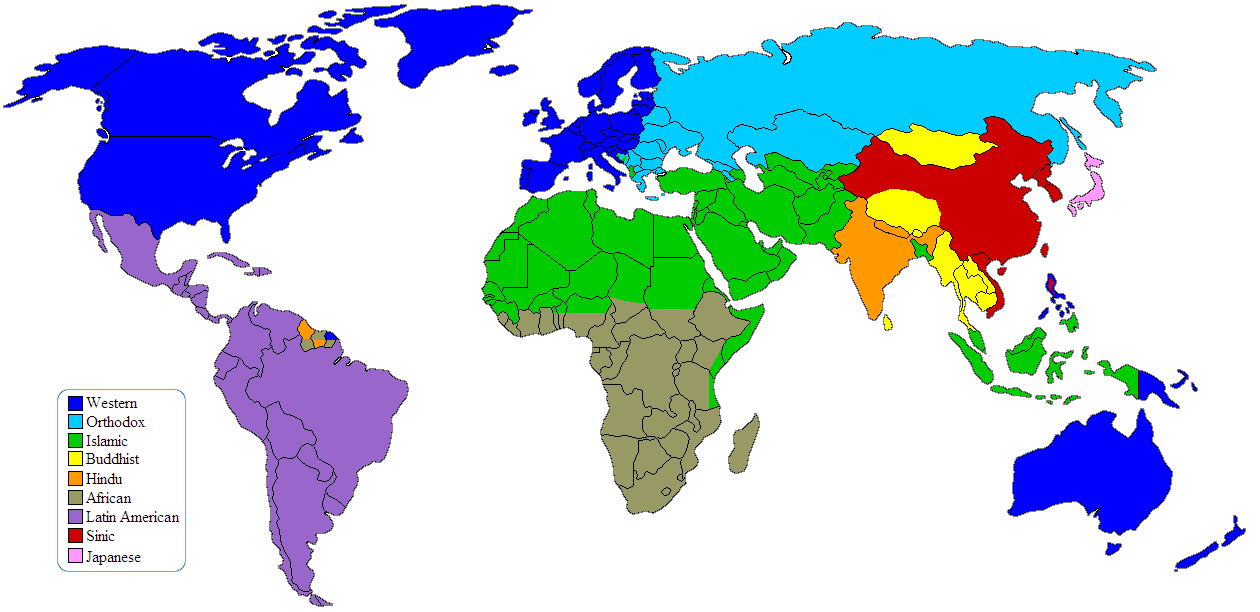
헌팅턴이 책에서 제시한 문명의 충돌

## 저자
미국 보수학계를 대표하는 학자로 꼽히는 헌팅턴은 1993년 《포린어페어스》에 발표한 〈문명의 충돌〉을 통해 세계적인 명성을 얻었다. 헌팅턴은 이 논문을 통해 냉전 이후 시대는 서방과 라틴아메리카, 이슬람, 힌두교, 유교, 일본 등 7, 8개의 문명들로 나뉘어 있으며 국가간 무력 충돌이 발생하는 것은 이념의 차이가 아니라 전통, 문화, 종교적 차이 때문이라고 주장했다. 1996년 이런 주장을 담은 《문명의 충돌》을 출간하면서 석학의 반열에 올랐다.
특히 이 책은 지난 2001년 발생한 9.11 테러 이후 집중 조명을 받으면서 저자인 헌팅턴의 명성을 드높였다. 《문명의 충돌》전 세계 39개 언어로 번역될 정도로 큰 인기를 누렸다. 대한민국에서도 지난 1997년 번역됐다.
그러나 팔레스타인 출신 미국 역사학자 에드워드 사이드는 이 책에 대한 내용을 비판하였다.

## 같이 보기
- 발칸화
- 문화 상대주의
- 국제 경찰
- 오리엔탈리즘
- 종교다원주의